# Protis pacifica
Protis pacifica är en ringmaskart som beskrevs av Moore 1923. Protis pacifica ingår i släktet Protis och familjen Serpulidae. Inga underarter finns listade i Catalogue of Life.